# Praia da Vitória

Vue générale

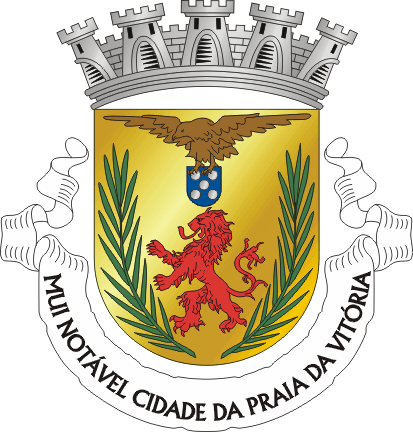
blason de la commune

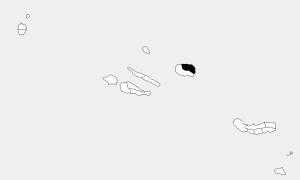
localisation de la commune

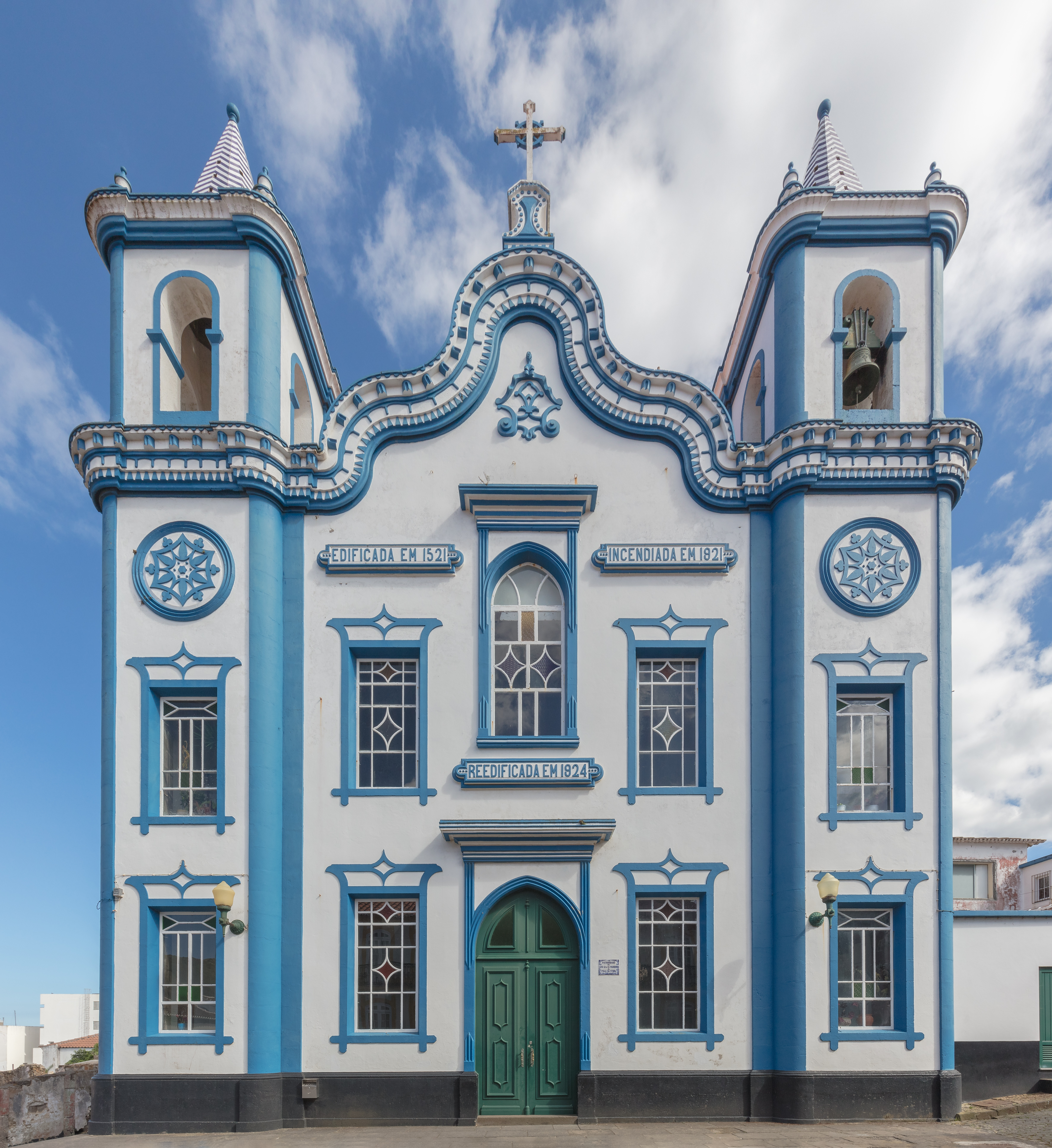
Igreja do Senhor Santo Cristo das Misericórdias à Praia da Vitória. Juillet 2020.

Praia da Vitória (prononcé en portugais : [ˈpɾaj.ɐ dɐ viˈtɔ.ɾjɐ] ; littéralement : « Plage de la victoire ») est une petite ville portugaise, située sur la côte Est de l'île de Terceira, dans l'archipel des Açores. Sa population est de 21 035 habitants au recensement de 2011.
Le sud et l'ouest de l'île dépendent de la commune de Angra do Heroismo, le nord-est de la commune de Praia da Vitória.
Se trouvent sur le territoire de cette commune l'aéroport principal de l'île et une base aérienne américaine, Lajes Field.
La ville s'appelait originellement Vila da Praia. En 1829, lors de la guerre civile portugaise, la flotte dirigée par Dom Miguel contre les Açores y fut anéantie (voir la bataille de Vila da Praia). À la fin de la guerre, la ville fut renommée Vila da Praia da Vitória pour célébrer cette victoire. En 1981, la ville fut élevée au rang de cité (cidade) par le parlement des Açores, et perdit donc son qualificatif de Vila. 